# Seuneubok (Teupah Selatan)
Seuneubok is een bestuurslaag in het regentschap Simeulue van de provincie Atjeh, Indonesië. Seuneubok telt 490 inwoners (volkstelling 2010).